# Virgaria nigra
Virgaria nigra är en svampart som först beskrevs av Heinrich Friedrich Link, och fick sitt nu gällande namn av Christian Gottfried Daniel Nees von Esenbeck 1817. Virgaria nigra ingår i släktet Virgaria och familjen kolkärnsvampar.   Inga underarter finns listade i Catalogue of Life.